# Martina Perruchon
Martina Perruchon (12 aprile 1996) è un'ex sciatrice alpina italiana.

## Biografia
Slalomista pura originaria di Morgex e attiva dal novembre del 2011, Martina Perruchon ha esordito in Coppa Europa il 9 gennaio 2014 a Melchsee-Frutt e in Coppa del Mondo il 12 novembre 2016 a Levi, in entrambi i casi senza concludere la prova; ha ottenuto il miglior risultato in Coppa Europa il 17 dicembre seguente a Plan de Corones in slalom parallelo (4ª) e ha preso per la seconda e ultima volta il via in Coppa del Mondo il 10 gennaio 2017 a Flachau in slalom speciale, senza qualificarsi per la seconda manche. Si è ritirata al termine della stagione 2023-2024 e la sua ultima gara in carriera è stata uno slalom speciale FIS disputato il 23 gennaio a Pozza di Fassa; non ha preso parte a rassegne olimpiche o iridate.

## Palmarès

### Coppa Europa
- Miglior piazzamento in classifica generale: 66ª nel 2018

### Campionati italiani
- 2 medaglie:
  - 1 argento (slalom speciale nel 2018)
  - 1 bronzo (slalom speciale nel 2023)